# Jordan Díaz
Jordan Alejandro Díaz Fortún (født 23 februar 2001), er en spansk atlet, som konkurrerer i trespring.
Ved EM i atletik 2024 vandt han guld i trespring med et hop som målte 18,18 meter, hvilket er det tredje længste hop gennem tiderne.
Ved sommer-OL 2024 tog han guld i trespring.